# 儀間光男
儀間 光男（ぎま みつお、1943年（昭和18年）7月24日 - ）は、日本の政治家。政治集団「21令和の会」会長。参議院議員（1期）、沖縄県浦添市長（第10・11・12代）、沖縄県議会議長、沖縄県議会議員（4期）、浦添市議会議員（2期）、政党そうぞう最高顧問、日本維新の会沖縄県総支部代表等を務めた。

## 概要
日本委任統治下の南洋諸島テニアン島に生まれる（本籍地は沖縄県島尻郡伊是名村字勢理客）。東京農業大学農学部卒業。
1972年、浦添市議会議員選挙に出馬し、初当選。2期8年にわたり浦添市議及び浦添市会計監査委員を務める。1980年、沖縄県議会議員選挙に鞍替えし、当選。県議を4期16年間務め、1992年から1996年まで沖縄県議会議長。県議時代は自由民主党に所属した。

### 浦添市長に就任
2001年2月11日に市議選と同日選挙にするために行われた浦添市長選挙に、自民党・保守党の推薦を受けて立候補。法政大学沖縄文化研所長の比嘉実ら2候補を破り初当選した。2009年に3期目の当選を果たす。 
2013年2月の浦添市長選挙にも4選を目指して出馬したが、新人の松本哲治、前浦添市教育長の西原廣美に敗れ、最下位で落選。

### 参議院議員に就任
2013年7月、第23回参議院議員通常選挙に日本維新の会公認で比例区から出馬し、当選。日本維新の会沖縄県総支部長、国会議員団副幹事長。
2014年の日本維新の会分党に際しては橋下徹共同代表に同調し、維新と結いの党の合流によって維新の党所属となった。9月26日参議院幹事長代理就任。2015年の維新の党分裂後はおおさか維新の会（翌年に日本維新の会に党名変更）に参加した。
2019年7月投開票予定の第25回参議院議員通常選挙の比例候補となっていたが、6月12日に高齢を理由に政界を引退する意向を表明した。同年旭日重光章受章。
2020年1月に下地幹郎がIR汚職事件で贈賄の疑いが持たれている中国企業から現金を受領したことから日本維新の会を除名されると、當間盛夫ら維新沖縄県総支部所属議員は全員が離党し、下地と共に新たな政治団体を立ち上げることなどを確認。県連顧問を務める儀間も離党する見通しであると報じられた。
2月には維新を離党した保守系中道議員や自民党、公明党など、玉城デニー沖縄県知事らオール沖縄勢力と距離を置く勢力の支援を目的とした政策提言集団「21令和の会」を発足させ、同会の会長に就任。4月5日、同年の2020年沖縄県議会議員選挙に向けて、當間ら元維新の会が所属する県議会会派「無所属の会」の選対本部を下地と共同で設置し、選対本部長に就任した。

## 政策・主張
- 浦添市長就任直後の2001年3月1日、那覇港湾施設の浦添市への移設容認を表明した[13]。
- 2013参院選 毎日新聞候補者アンケートによると
  - 憲法9条の改正に賛成し、自衛隊の役割や限界を明記するべきとしている。
  - 集団的自衛権の行使に賛成。
  - 村山談話、河野談話を見直すべきではないとしている。
  - 労働市場の規制緩和を進め、企業側が金銭を払えば解雇しやすくすることに反対。
  - 日本の原発について、当面必要だが将来は廃止すべきとしている。[14]

- 2016年に所属する日本維新の会代表の松井一郎大阪府知事が、東村高江の米軍ヘリパッド建設に反対する市民に対し「土人」などと発言した機動隊員に、ツイッターで「出張ご苦労さま」と投稿したことを受け、党沖縄県総支部として「役所の窓口で職員が市民を傷つける対応をしたときに首長が『ご苦労さま』と言うか」とした抗議文を提出した[15]。